# Lexcenium poorei
Lexcenium poorei is een pissebed uit de familie Stenetriidae. De wetenschappelijke naam van de soort is voor het eerst geldig gepubliceerd in 1999 door Serov & Wilson.